# Maturin Cordier
Maturin Cordier (1479-1564) foi um pedagogo francês, conhecido por ter sido professor de João Calvino em Paris no College de la Marche. Aderiu à reforma protestante e viria a viver em Genebra, perto de Calvino. Calvino convidou-o para Genebra em Março de 1545. Em fevereiro de 1550, Calvino dedicou o seu comentário às cartas aos tessalonicenses ao seu antigo professor. Nessa altura, Cordier é director do colégio de Lausanne. Foi professor na academia de Genebra e editou obras dos pais da Igreja. Faleceu em Genebra.

## Nota de João Calvino
João Calvino, geralmente bastante sóbrio no que respeita a elogios e vontades em geral, escreveu a Maturin Cordier: "Quando o meu pai me enviou, ainda jovem para Paris, eu que até aí apenas alguns conhecimentos de latim tinha, quis Deus que eu encontrasse o meu educador, para que eu por si fosse colocado no bom caminho e na forma correcta de aprender, de modo que mais tarde pudesse tirar proveito."

## Obra
- Principia Latine loquendi scribendique, sive selecta quaedam ex Epistolis Ciceronis
- De Corrupti Sermonis apud Gallos Emendatione et Latine loquendi Ratione
- De Corrupti Sermonis Emendatione Libellus
- De syllabarum quantitate
- Conciones sacrae viginti rex Galliae
- Catonis disticha de moribus (com traduções em francês e latim)
- Remontrances et exhortations au roi et aux grands de son royaume